# Volovnik
Volovnik – wieś w Słowenii, w gminie Krško. W 2018 roku liczyła 36 mieszkańców.